# طول التناسب
طول التناسب (coherence length) في علم البصريات يعبر عن المسافة أو الطول الذي يتناسب فيه شعاعين ضوئيين منطلقين من نفس المصدر، حتى يحصل تداخل بين الموجات مستقر لحظيا ومكانيا.
طول التناسب ينتج إذاً من المسافة التي يقطعها الشعاعان، بحيث يحدث بينهما التداخل، سواء كان تداخل بناء أم تداخل هدام (constructive or destructive interference).
هنا لا بد من التفريق بين المصادر الضوئية التي تنتج أشعة ذات اطوال تناسبية كبيرة، والتي لها حالات استقطاب وزوايا ثابتة (monochromatic light) وقد يصل هذا الطول التناسبي إلى عدة كيلومترات، كما في أشعة الليزر مثلا.
أما الضوء بحالته الطبيعية (ضوء الشمس، ضوء اللهب، الإشعاع الحراري) فإن الطول التناسبي أقل بكثير، بحيث لا يزيد عن عدة أمتار.

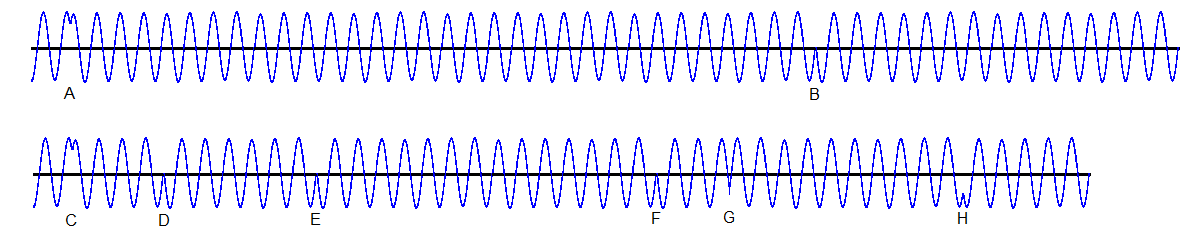
الطول التناسبي: في الأعلى، الطول التناسبي كبير والعكس في الجزء السفلي